# بطولة ويمبلدون 1976
هنا قائمة ببطولات ويمبلدون لسنة 1976:

## الكبار

### فردي رجال
بورن بورج هزم  إيلي ناستاسي, 6-4, 6-2, 9-7

### فردي سيدات
كريس إيفرت هزم  إيفون غولاغونغ, 6-3, 4-6, 8-6

### زوجي رجال
براين غوتفرايد و راؤول راميريز هزم  روس كايس و جيوف ماسترز, 3-6, 6-3, 8-6, 2-6, 7-5

### زوجي سيدات
كريس إيفرت و مارتينا نافراتيلوفا هزم  بيلي جين كينغ و بيتي ستوف, 6-1, 3-6, 7-5

### زوجي مختلط
توني روتش و فرانسيس دور هزم  ديك ستوكتون (تنس) و روزي كاسالس, 6-3, 2-6, 7-5

## الشباب

### فردي أولاد
هاينز جنثارت هزم  بيتر إلتر, 6-4, 7-5

### فردي بنات
Natasha Chmyreva هزم  ماريس كروجر, 6-3, 2-6, 6-1

### زوجي أولاد
بدأت البطولة في 1982

### زوجي بنات
بدأت البطولة في 1982